# Pneumotórax

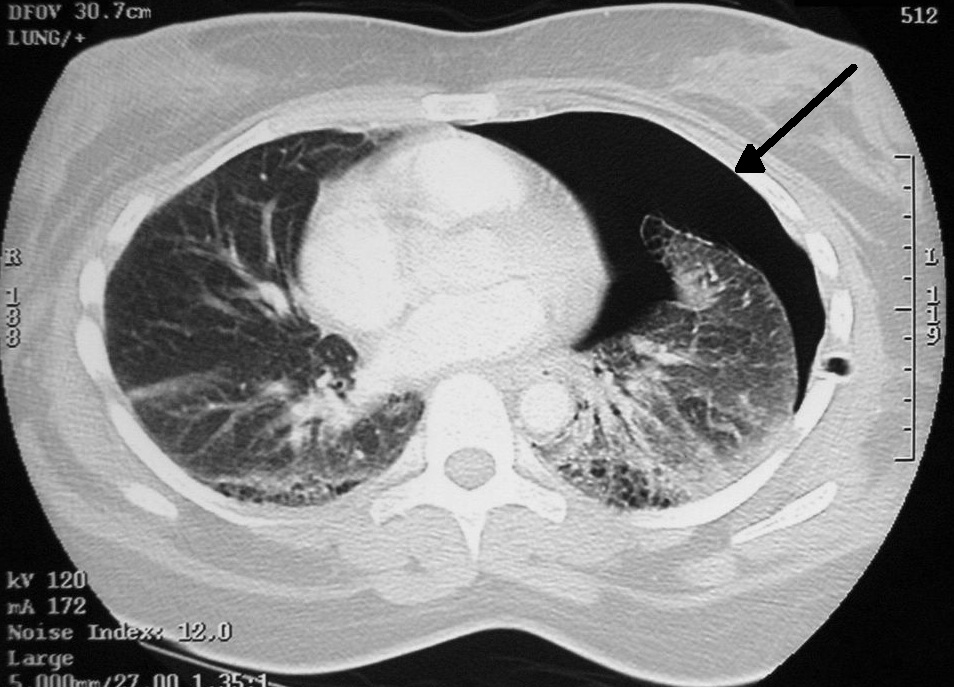
Pneumotórax do lado esquerdo (no lado direito da imagem) em tomografia computadorizada do peito. Um tubo peitoral está colocado no lado do peito, a sua luz (preto) pode ser vista adjacente à cavidade pleural (preto) e costelas (branco). O coração pode ser visto no centro.

Pneumotórax (do grego, pneumo ar; thorax peitoral) é uma emergência médica causada pela presença de ar entre as membranas que envolvem os pulmões (cavidade pleural) e gera um pulmão colapsado (atelectasia) disfunção nos alvéolos, causada pelo extravasamento de líquido da pleura. Pode afetar um ou ambos pulmões e causar dificuldade para respirar (dispneia).
Um pneumotórax espontâneo primário ocorre sem causa aparente e na ausência de doença pulmonar significativa, enquanto um pneumotórax espontâneo secundário ocorre na presença de doença pulmonar existente, como pode ser o caso da Linfangioleiomiomatose e ou doença pulmonar obstrutiva crônica (DPOC). Um pneumotórax também pode ser causada por trauma físico para o peito (cortante, perfurante ou contusão), ou como uma complicação de uma intervenção médica.
Em alguns casos, a quantidade de ar no peito aumenta progressivamente quando uma via unidirecional é formada por uma área de tecido danificado, conduzindo a uma pneumotórax de tensão. Esta condição pode causar falta de oxigênio constante e pressão arterial baixa cada vez mais graves. Se não for feito um tratamento eficaz, pode resultar em morte.
Eventualmente, nos casos de empiema pleural, há formação in loco de pequenas bolhas de gases provenientes de fermentação pútrida. Mais raramente ainda, existem pequenos orifícios naturais, através do diafragma, que comunicam a cavidade peritonial à cavidade pleural. O pneumoperitônio pode se difundir através desses orifícios originando o pneumotórax.

## Classificação por causa
O pneumotórax pode ser classificado quanto as causas em:
- Pneumotórax espontâneo primário: Sem doença pulmonar conhecida. É mais comum entre os 20 e 30 anos, seis vezes mais comum em homens e vinte vezes mais comum em tabagistas. Afeta cerca de 7 a 18 em cada 100 000 homens e 1 a 6 em cada 100 000 mulheres.[3]
- Pneumotórax espontâneo secundário: Causado por doença pulmonar conhecida, como DPOC, pneumonia ou tuberculose. Mais comum por volta dos 60 anos e três vezes mais comum em homens e mais de cem vezes mais comum entre os que fumam mais de 20 cigarros por dia. Afeta 6 em cada 100 000 homens e 2 em cada 100 000 mulheres.[4]
- Pneumotórax traumático: por feridas ou golpes no tórax.
- Pneumotórax iatrogênico: causado acidentalmente por uma terapia invasiva ou ventilação mecânica. Afeta 6 em cada 10 000 pacientes hospitalizados.
- Pneumotórax neonatal: Comum em bebês prematuros, com pulmões pouco desenvolvidos, frequentemente associado com síndrome de dificuldade respiratória neonatal, com a ventilação mecânica ou com aspiração do mecônio. Afeta entre 1 e 2% dos recém-nascidos.
- Pneumotórax induzido ou terapêutico: produzido intencionalmente durante um tratamento.

### Classificação
- Quanto à evolução: estável ou progressivo.
- Quanto ao volume: parcial ou total.
- Quanto a pressão intrapleural: normotenso ou pneumotórax hipertensivo.
- Quanto à presença de aderências: livre ou septado.
- Quanto à associação com derrame pleural: transudato, exsudato, hemotórax ou quilotórax.
- Quanto à unilateralidade ou bilateralidade (ulterior ou simultâneo).
- Quanto à comunicação com o meio ambiente: aberto ou fechado.

## Fisiopatologia

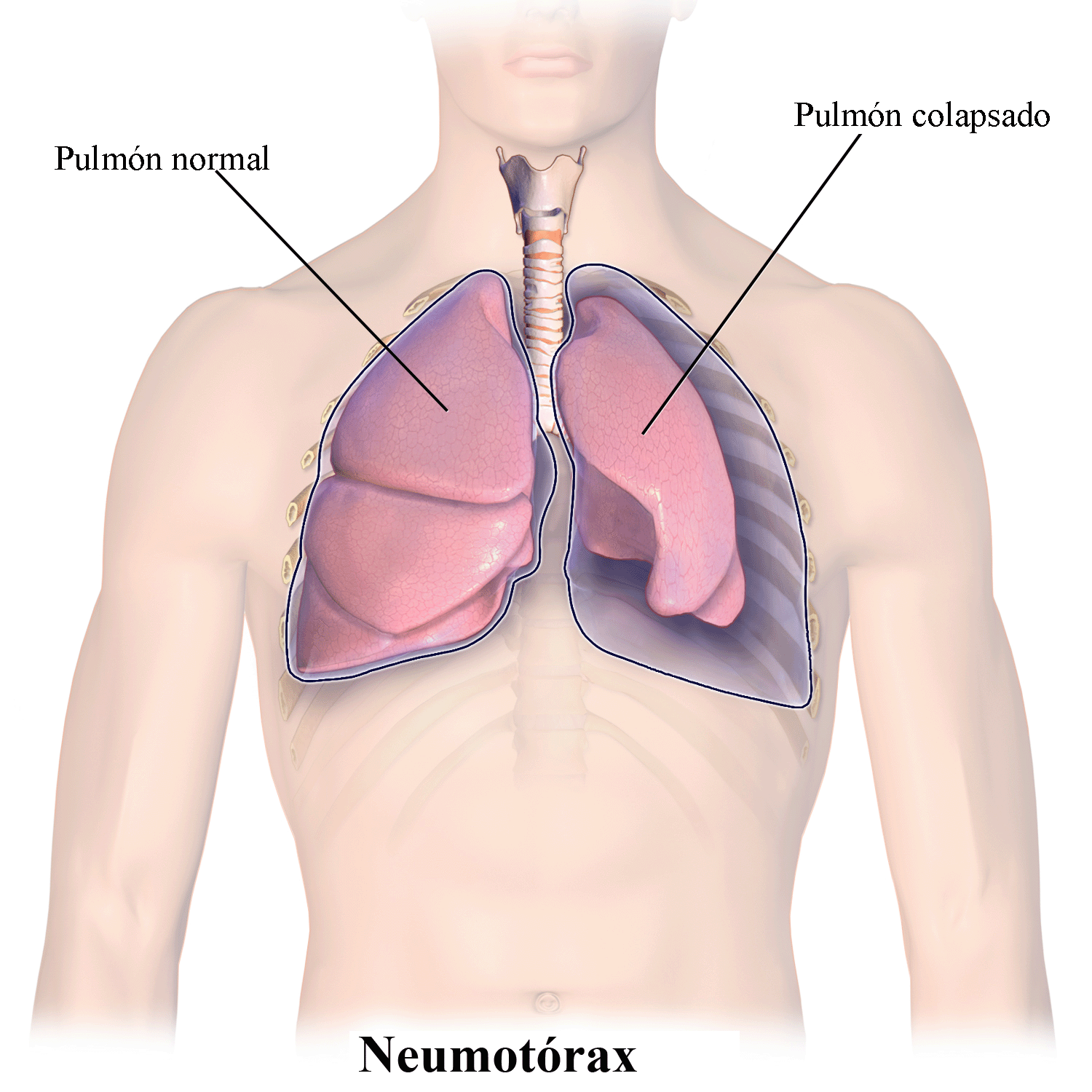
Pulmão colapsado pela presença de ar no espaço pleural.

A cavidade pleural é o espaço entre as duas pleuras, que normalmente só deve ser liso e conter líquido pleural. Os pulmões permanecem expandidos na cavidade pleural devido à pressão negativa que varia de -3 a -12 mmHg durante todo o ciclo respiratório. Portanto, a pressão intrapleural negativa contrapõe-se à retração elástica dos pulmões.
A formação do derrame gasoso, após a ruptura pleural, eleva a pressão intrapleural e o pulmão tende ao colapso. Um pneumotórax de grandes proporções ou um pneumotórax aberto tende a aumentar progressivamente a pressão intrapleural ocasionando o colapso do pulmão, desvio do mediastino, compressão das veias, queda do débito cardíaco e hipotensão arterial.
O pneumotórax hipertensivo se forma em decorrência do mecanismo de válvula unidirecional que só permite a passagem do ar do pulmão para a pleura, e que, portanto, necessita de tratamento de emergência. Durante a respiração, o ar tende, então, a acumular-se cada vez mais, provocando colapso pulmonar devido à compressão. Conforme o ar sai do pulmão, o mediastino, esôfago, traqueia e coração passam também a ser pressionados, causando cada vez mais dificuldade para respirar, diminuição do retorno venoso e redução do oxigênio no sangue. Se não tratado rápido causa perda de consciência, coma e morte.

## Sinais e sintomas
Um pneumotórax espontâneo primário geralmente provoca apenas dor no peito e falta de ar. Por desconhecer o perigoso potencial os pacientes podem esperar vários dias antes de procurar atenção médica, mas raramente agrava e pode melhorar mesmo sem tratamento.
Já o pneumotórax secundário tem um quadro muito mais intenso com:
- Dificuldade para respirar (dispneia) de aparecimento súbito e intensidade proporcional ao tamanho do pneumotórax.
- Movimentos respiratórios rápida e superficial (taquipneia).
- Dor no peito súbita, latejante, rapidamente progressiva, que aumenta de intensidade com a inspiração e tosse, geralmente axilar irradiando para o ombro e/ou para as costas e descrita como "facadas".
- Tosse seca persistente que agravam consideravelmente a dor.
- Pele e lábios azulados (cianose).
- Fatiga e fraqueza (astenia), pela falta de oxigênio.
- Frequência cardíaca aumentada (taquicardia).
- Aumento da quantidade de gás carbônico em sangue (hipercapnia) causam pânico, náusea e confusão mental.

## Diagnóstico
Casos leves podem ter poucos sinais e sintomas sendo necessário um exame de imagem, enquanto casos graves devem ser tratados imediatamente com tubo de drenagem intercostal por baixo da axila (no "triângulo seguro") sem exame de imagem. Ao exame físico de um caso moderado ou grave, podemos verificar:
- Inspeção: no pneumotórax grave há imobilidade do hemitórax afetado e, raramente, inchaço.
- Palpação: redução ou ausência das vibrações vocais na área afetada.
- Percussão: hiperressonância ou timpanismo (como um tambor).
- Ausculta: murmúrio vesicular abolido ou reduzido (silêncio), respiração raramente anfórica.

## Tratamento
O tratamento básico para a estabilização desta patologia é essencialmente a remoção do gás estabelecido entre as pleuras por meio de uma aspiração (punção pleural) ou de uma drenagem pleural fechada em selo d'água.
No caso de um pneumotórax simples, o tratamento indicado segundo o ATLS é a realização de uma drenagem pleural no 5º ou 6º espaço intercostal da linha axilar média.
Em Pneumotórax Hipertensivo, há um grande risco à vida do paciente caso não seja identificado e tratado rapidamente. No PTX hipertensivo é inserido no 5º  espaço intercostal da linha axilar média do tórax uma agulha de grosso calibre, convertendo a lesão em um pneumotórax simples e então é feita a drenagem no 5º espaço intercostal da linha axilar média.

## Pneumotórax em recém-nascidos
Pneumotórax é uma ocorrência extremamente comum no período neonatal, sendo encontrado em 1 a 2% dos recém-nascidos. Em geral, é observado em bebês prematuros de baixo peso, afetando 10% dos que necessitam de ventilação mecânica. Quanto menor a idade gestacional, maior será a chance de ocorrer um pneumotórax.
Numa criança com pulmões rígidos, sobretudo a que respira assistida por um respirador artificial, pode filtrar-se ar dos sacos aéreos para o tecido conjuntivo pulmonar e daí para as partes moles localizadas entre o pulmão e o coração (este estado denomina-se pneumomediastino). Habitualmente não afecta a respiração e não requer tratamento algum. No entanto, o pneumomediastino pode progredir até transformar-se num pneumotórax hipertensivo.
O pneumotórax desenvolve-se quando o ar passa para a cavidade torácica que rodeia o pulmão (espaço pleural), com a possibilidade de que este possa ser comprimido. Um colapso parcial do pulmão pode não ter sintomas nem requerer tratamento algum. No entanto, quando o pulmão colapsado está muito comprimido, pode representar uma grave ameaça para a vida, particularmente numa criança com uma doença pulmonar grave. O ar preso pode colapsar fortemente o pulmão, dificultando a respiração e obstruindo a circulação do sangue dentro da cavidade torácica. Nesse caso, o ar que rodeia os pulmões deve aspirar-se rapidamente mediante uma agulha ou um tubo.
A incidência de pneumotórax em crianças com síndrome de angústia respiratória (RDS) é mais alta. Em um estudo, 19% dos doentes em idade neonatal com RDS desenvolveram um pneumotórax neonatal.
Admite-se que, durante a ventilação mecânica, surgem pequenas lacerações bronquiolares ou alveolares através das quais o ar penetra e disseca o interstício pulmonar, chegando até a pleura e ao espaço pleural, formando um enfisema intersticial pulmonar, detectado em 5% dos nossos casos. Como estes neonatos dependem da ventilação mecânica, a mesma deve ser mantida e a alternativa é drenar o tórax. Esta manobra pode ser eficiente e a criança não mais apresentar o pneumotórax, muito embora não seja isenta de riscos, tais como perfuração do parênquima ou do feixe vasculonervoso, com conseqüente hemorragia maciça, como em um caso por nós observado à autópsia.
No entanto, em alguns casos, a persistência da passagem do ar cria uma fístula que pode manter o quadro por longo tempo. De qualquer forma, o ar, no interstício pulmonar, leva à compressão de vasos sangüíneos e linfáticos, contribuindo para aumento da pressão vascular pulmonar e suas conseqüências cardíacas. A cronificação do processo leva ao quadro conhecido como enfisema intersticial persistente, cuja macroscopia é a de um pulmão com inúmeras áreas císticas, lembrando um favo de mel. Uma conseqüência possível é a embolia gasosa sistêmica.
Pode ser identificado durante a autópsia, quando o corpo submerso em água tem a musculatura intercostal perfurada e poucas bolhas de ar podem ser observadas ou, então, volumosos, levando ao rebaixamento diafragmático e, conseqüentemente, das vísceras abdominais. Neste caso, o pneumotórax é do tipo hipertensivo e pode ser o determinante da morte.

## Pneumotórax iatrogênico
Técnicas de métodos invasivos utilizados no diagnóstico e tratamento de doenças pulmonares ou sistêmicas, podem eventualmente provocar lesões pleurais que evoluam com um pneumotórax, entre as causas temos:
- Punção venosa central infraclavicular e supraclavicular com cateter vascular
- Toracocentese
- Biópsia pleural
- Biópsia transbrônquica
- Punção com biópsia pulmonar transparietal
- Punção com biópsia de fígado e rim
- Bloqueio de nervos cervicais e intercostais
- Acupuntura
- Massagem cardíaca externa
- Ventilação pulmonar com pressão positiva.

## História
Hitard (1303) introduziu o termo pneumotórax na literatura médica e Laennec (1819) o reconheceu como entidade clínica. Naquela época,muito se acreditava-se que a etiologia do pneumotórax era a tuberculose e pneumonia. Entretanto, Kjaegaard (1932) estabeleceu ser o pneumotórax uma entidade clínica distinta da tuberculose.